# Sławomir Chmura
Sławomir Chmura (ur. 5 listopada 1983 w Warszawie) – polski łyżwiarz szybki, olimpijczyk. Należy do klubu MKS-MOS Milanówek. Złoty medalista Zimowej Uniwersjady 2009 w Harbinie.
Specjalizuje się w biegach na długich dystansach.

## Rekordy życiowe
| Dystans       | Czas     |
| 500 metrów    | 38.20    |
| 1000 metrów   | 1:14.02  |
| 1500 metrów   | 1:52.07  |
| 3000 metrów   | 3:48.14  |
| 5000 metrów   | 6:23.99  |
| 10000 metrów  | 13:27.25 |
| Wielobój mały | 171.263  |
| Wielobój duży | 162.889  |

## Medale
Uniwersjada
- Harbin 2009 – bieg drużynowy mężczyzn (wraz z Konradem Niedźwiedzkim i Sebastianem Druszkiewiczem)

Mistrzostwa Polski
- Warszawa 2007 – 10000 metrów
- Warszawa 2007 – 5000 metrów
- Warszawa 2007 – 1000 metrów

Mistrzostwa Europy U-23
- Innsbruck 2006 – 10000 metrów